# Kurt Russell
Kurt Vogel Russell (ur. 17 marca 1951 w Springfield) – amerykański aktor, scenarzysta i producent filmowy.
W 2003 został uhonorowany Nagrodą Saturna za karierę życiową. W 2017 otrzymał własną gwiazdę w Alei Gwiazd w Los Angeles znajdującą się przy 6201 Hollywood Boulevard.

## Życiorys

### Wczesne lata

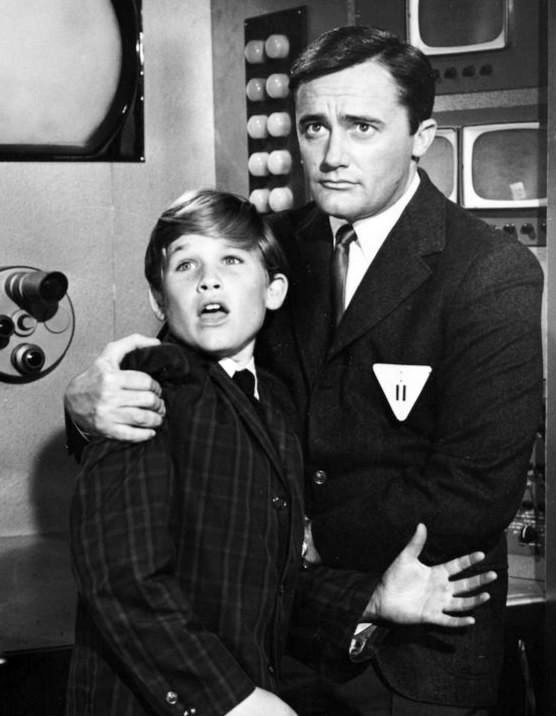
Kurt Russell i Robert Vaughn w Kryptonimie U.N.C.L.E. (1964)

Urodził się w Springfield w stanie Massachusetts jako syn Louise Julii (z domu Craine), tancerki, i Binga Russella, aktora i właściciela klubu baseballowego. Jego rodzina miała pochodzenie angielskie, niemieckie, szkockie i irlandzkie. Jego siostra Jill to matka byłego zawodowego zawodnika baseball Matthew Neila Franco.
Zaczynał jako dziesięciolatek w serialach telewizyjnych i filmach wytwórni Disneya, m.in. sitcomie ABC Latający detektyw (Our Man Higgins, 1963) i Podróże Jaimie’ego McPheetersa (The Travels of Jaimie McPheeters, 1963–64). W debiutanckim musicalu przygodowym Co się zdarzyło na Targach Światowych (It Happened at the World’s Fair, 1963) wystąpił wraz z Elvisem Presleyem. W 1969 ukończył Thousand Oaks High School w Thousand Oaks, w Kalifornii.

### Kariera
W latach 70. stał się rozpoznawalny z małego ekranu. Był jednym z kandydatów do roli Hana Solo w Gwiezdnych wojnach (1977). Za rolę Elvisa Presleya w telewizyjnym biograficznym dramacie muzycznym ABC Elvis (1979) w reż. Johna Carpentera był nominowany do nagrody Emmy. Był przesłuchany do roli tytułowej w filmie Flash Gordon (1980), którą ostatecznie zagrał Sam J. Jones.
Po udziale w komedii Roberta Zemeckisa Używane samochody (Used Cars, 1980), prawdziwą popularność przyniosła mu rola jednookiego, sprawiedliwego przestępcy Snake’a Plisskena w sensacyjno-przygodowym dreszczowcu fantastycznonaukowym Johna Carpentera Ucieczka z Nowego Jorku (Escape from New York, 1981). Do postaci wrócił po piętnastu latach w filmie Ucieczka z Los Angeles (Escape from L.A., 1996). Współpracował też z Johnem Carpenterem na planie takich produkcji jak Coś (The Thing, 1982) czy Wielka draka w chińskiej dzielnicy (Big Trouble in Little China, 1986).

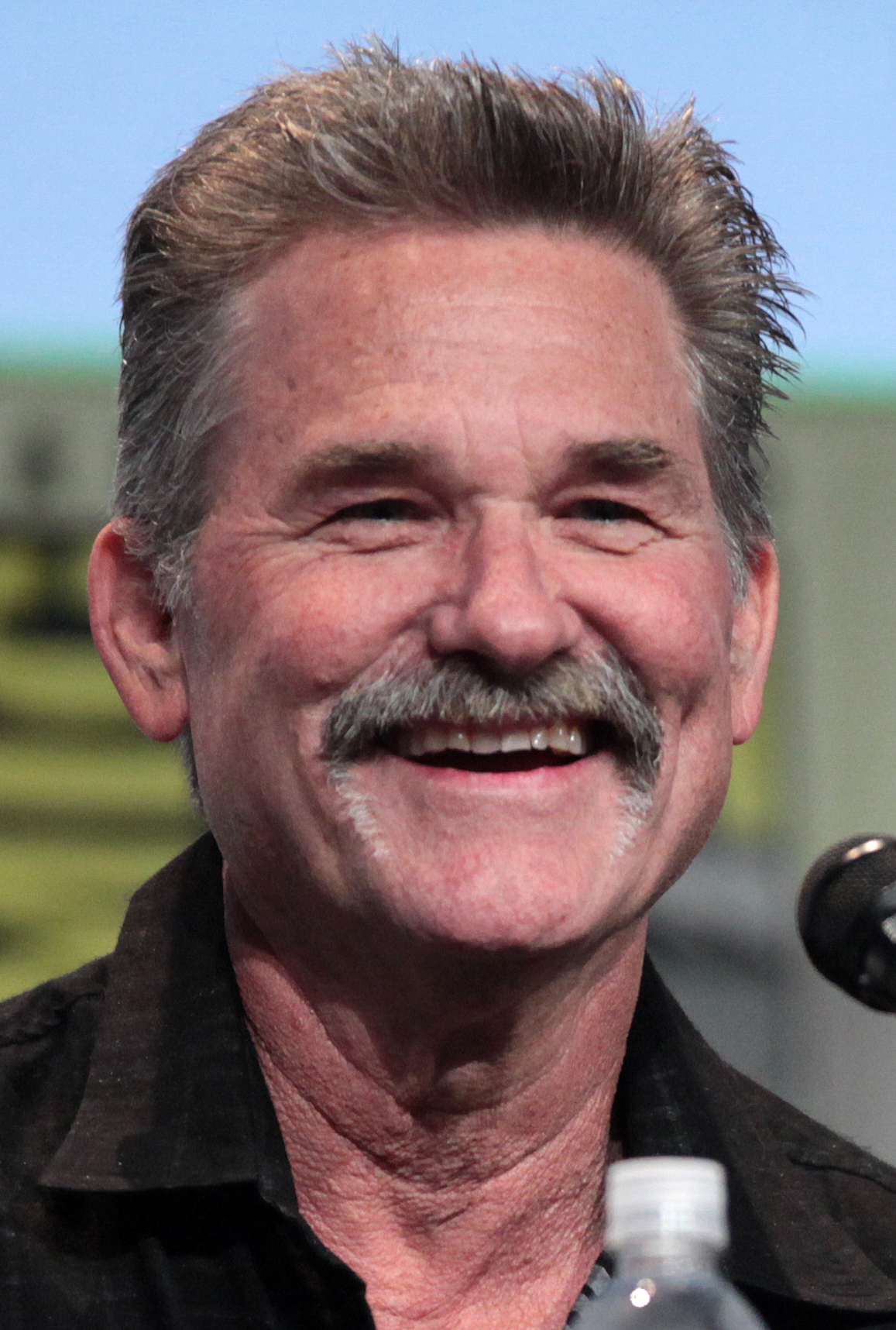
Kurt Russell (2015)

Kreacja przyjaciela działaczki związkowej w opartym na autentycznej historii dramacie Mike’a Nicholsa Silkwood (1983) została doceniona przez krytyków i zdobyła nominację do nagrody Złotego Globu dla najlepszego aktora drugoplanowego. Jednak za rolę najlepszego policjanta w mieście Gabriela Casha w kasowej komedii sensacyjnej Tango i Cash (Tango & Cash, 1989) i postać Michaela Zane w komedii kryminalnej o grupie przestępców organizującej duży skok na kasyno podczas dorocznego Święta Elvisa 3000 mil do Graceland (3000 Miles to Graceland, 2001) otrzymał nominację do Złotej Maliny.
W westernie Tombstone (1993) wystąpił w roli szeryfa Wyatta Earpa. W filmie scifi Gwiezdne wrota (Stargate, 1994) Rolanda Emmericha zagrał postać pułkownika Jonathana Jacka O’Neila biorącego udział w wyprawie na inną planetę przy pomocy gwiezdnych wrót. Odniósł sukces w roli konsultanta pomocniczego przeciwnika przywódcy terrorystów przebywającego na pokładzie samolotu w thrillerze sensacyjnym Krytyczna decyzja (Executive Decision, 1996), zdobywając nagrodę Blockbuster Entertainment. Wystąpił również w futurystycznym dramacie Żołnierz przyszłości (Soldier, 1998). Do galerii „łajdaków doskonałych”, których stworzył na ekranie, dorzucił kolejnego – postać psychopatycznego kaskadera-maniaka w filmie Quentina Tarantino Grindhouse Vol. 1: Death Proof (2007). Kilka lat później pojawił się także w Nienawistnej ósemce – jednym z kolejnych filmów tego reżysera. W 2019 roku z kolei swoją premierę miał dziewiąty film Tarantino pt. Pewnego razu... w Hollywood opowiadający historię morderstw Charlesa Mansona, w którym Russell zagrał jedną z ról.

## Życie prywatne
17 marca 1979 ożenił się z aktorką Season Hubley, z którą wystąpił w dwóch produkcjach Johna Carpentera: Elvis (1979) i Ucieczka z Nowego Jorku (Escape from New York, 1981). Mają syna Bostona Olivera Granta (ur. 16 lutego 1980). Jednak 16 maja 1983 doszło do rozwodu.
Od 15 lutego 1983 związał się z aktorką Goldie Hawn, z którą zagrał w filmach: Szybka zmiana (Swing Shift, 1984) i Dama za burtą (Overboard, 1986). Z nieformalnego związku mają syna Wyatta (ur. 10 lipca 1986), który został zawodowym hokeistą. W lutym 2003 roku Russell i Hawn przenieśli się do Vancouver, w Kolumbii Brytyjskiej, gdzie ich syn mógł grać w hokeja. Russell dostał licencję prywatnego pilota FAA i został honorowym członkiem zarządu humanitarnej organizacji lotnictwa Wings of Hope (Skrzydła Nadziei).
Russell to libertarianin. W 1996 roku w 'Toronto Sun' powiedział: „Wychowałem się jako republikanin, ale kiedy zdałem sobie sprawę, że ostatecznie nie ma zbyt dużej różnicy pomiędzy demokratami i republikanami, stałem się libertarianinem”.

## Filmografia
| Rok  | Tytuł                                                                   | Rola                                        | Reżyser                               |
| ---- | ----------------------------------------------------------------------- | ------------------------------------------- | ------------------------------------- |
| 1963 | Latający detektyw (Our Man Higgins)                                     | Bobby                                       |                                       |
| 1963 | Co się zdarzyło na Targach Światowych (It Happened at the World’s Fair) | Chłopak kopiący piłkę Mike                  | Norman Taurog                         |
| 1964 | Ścigany (The Fugitive)                                                  | Eddie                                       |                                       |
| 1964 | Gunsmoke                                                                | Packy Kerlin                                |                                       |
| 1966 | Ścigany (The Fugitive)                                                  | Philip Gerard Jr.                           |                                       |
| 1969 | Komputer w tenisówkach (The Computer Wore Tennis Shoes)                 | Dexter Riley                                | Robert Butler                         |
| 1974 | Gunsmoke                                                                | Buck Henry Woolfe                           |                                       |
| 1977 | Cud Bożego Narodzenia (Christmas Miracle in Caufield, U.S.A., TV)       | Johnny                                      | Jud Taylor                            |
| 1977 | Hawaii Five-O                                                           | Peter Valchek                               |                                       |
| 1979 | Elvis (TV)                                                              | Elvis Presley                               | John Carpenter                        |
| 1980 | Używane samochody (Used Cars)                                           | Rudy Russo                                  | Robert Zemeckis                       |
| 1981 | Ucieczka z Nowego Jorku (Escape from New York)                          | Snake Plissken                              | John Carpenter                        |
| 1981 | Lis i Pies (The Fox and the Hound)                                      | dorosły Miedziak (głos)                     | Ted Berman, Richard Rich, Art Stevens |
| 1982 | Coś (The Thing)                                                         | R.J. MacReady                               | John Carpenter                        |
| 1983 | Silkwood                                                                | Drew Stephens                               | Mike Nichols                          |
| 1984 | Szybka zmiana (Swing Shift)                                             | Mike „Lucky” Lockhart                       | Jonathan Demme                        |
| 1985 | Niebezpieczna aura (The Mean Season)                                    | Malcolm Anderson                            | Phillip Borsos                        |
| 1986 | Wielka draka w chińskiej dzielnicy (Big Trouble in Little China)        | Jack Burton                                 | John Carpenter                        |
| 1986 | Najlepsze czasy (The Best of Times)                                     | Reno Hightower                              | Roger Spottiswoode                    |
| 1986 | Dama za burtą (Overboard)                                               | Dean Proffitt                               | Garry Marshall                        |
| 1988 | Tequila Sunrise                                                         | Detektyw porucznik Nicholas 'Nick' Frescia  | Robert Towne                          |
| 1989 | Zimowi ludzie (Winter People)                                           | Wayland Jackson                             | Ted Kotcheff                          |
| 1989 | Tango i Cash (Tango & Cash)                                             | Porucznik Gabriel Cash                      | Andriej Konczałowski                  |
| 1991 | Ognisty podmuch (Backdraft)                                             | Stephen 'Bull' McCaffrey / Dennis McCaffrey | Ron Howard                            |
| 1992 | Obsesja namiętności (Unlawful Entry)                                    | Michael Carr                                | Jonathan Kaplan                       |
| 1992 | Kapitan Ron (Captain Ron)                                               | Kapitan Ron Rico                            | Thom Eberhardt                        |
| 1993 | Tombstone                                                               | szeryf Wyatt Earp                           | George Pan Cosmatos                   |
| 1994 | Gwiezdne wrota (Stargate)                                               | pułkownik Jonathan Jack O’Neil              | Roland Emmerich                       |
| 1994 | Forrest Gump                                                            | Elvis Presley (głos)                        | Robert Zemeckis                       |
| 1996 | Krytyczna decyzja (Executive Decision)                                  | David Grant                                 | Stuart Baird                          |
| 1996 | Ucieczka z Los Angeles (Escape from L.A.)                               | Snake Plissken                              | John Carpenter                        |
| 1997 | Incydent (Breakdown)                                                    | Jeffrey „Jeff” Taylor                       | Jonathan Mostow                       |
| 1998 | Żołnierz przyszłości (Soldier)                                          | Todd                                        | Paul W.S. Anderson                    |
| 2001 | 3000 mil do Graceland (3000 Miles to Graceland)                         | Michael Zane                                | Demian Lichtenstein                   |
| 2001 | Vanilla Sky                                                             | psycholog dr Curtis McCabe                  | Cameron Crowe                         |
| 2002 | Ale jazda! (Interstate 60)                                              | Kapitan Ives                                | Bob Gale                              |
| 2002 | Policja (Dark Blue)                                                     | Eldon Perry                                 | Ron Shelton                           |
| 2004 | Cud w Lake Placid (Miracle)                                             | Herb Brooks                                 | Gavin O’Connor                        |
| 2005 | Sky High                                                                | Steve Stronghold / Komandor                 | Edward Bilton                         |
| 2005 | Wyścig marzeń (Dreamer)                                                 | Ben Crane                                   | John Gatins                           |
| 2006 | Posejdon (Poseidon)                                                     | Robert Ramsey                               | Wolfgang Petersen                     |
| 2007 | Grindhouse: Death Proof (Death Proof)                                   | Kaskader Mike                               | Quentin Tarantino                     |
| 2007 | Cutlass                                                                 | Tato                                        | Kate Hudson                           |
| 2011 | Gra życia (Touchback)                                                   | Trener Hand                                 | Don Handfield                         |
| 2013 | Sztuka kradzieży aka Złodziejska sztuka (The Art of the Steal)          | Crunch Calhoun                              | Jonathan Sobol                        |
| 2015 | Szybcy i wściekli 7 (Furious 7)                                         | Pan Nikt                                    | James Wan                             |
| 2015 | Bone Tomahawk                                                           | szeryf Franklin Hunt                        | S. Craig Zahler                       |
| 2015 | Nienawistna ósemka (The Hateful Eight)                                  | John Ruth                                   | Quentin Tarantino                     |
| 2017 | Strażnicy Galaktyki vol. 2 (Guardians of the Galaxy vol 2)              | Ego                                         | James Gunn                            |
| 2017 | Szybcy i wściekli 8 (The Fate of the Furious)                           | Frank Petty/Pan Nikt                        | F. Gary Gray                          |
| 2018 | Kronika świąteczna (The Christmas Chronicles)                           | Święty Mikołaj                              | Clay Kaytis                           |
| 2019 | Pewnego razu... w Hollywood (Once Upon a Time in Hollywood)             | Randy / narrator                            | Quentin Tarantino                     |
| 2020 | Kronika świąteczna 2 (The Christmas Chronicles 2)                       | Święty Mikołaj                              | Chris Columbus                        |
| 2021 | Szybcy i wściekli 9 (F9)                                                | Pan Nikt                                    | Justin Lin                            |